# Île Barlow
L'île Barlow est une île de l'État de Washington aux États-Unis appartenant administrativement à Camp Murray.

## Description
Elle s'étend sur environ 140 m de longueur pour une largeur de 75 m. 